# Diplocyclos decipiens
Diplocyclos decipiens là một loài thực vật có hoa trong họ Cucurbitaceae. Loài này được (Hook.f.) C.Jeffrey mô tả khoa học đầu tiên năm 1962.